# G. P. Putnam's Sons
G. P. Putnam's Sons est une maison d'édition américaine, ayant son siège à New York, fondée en 1838 par George Palmer Putnam et John Wiley, sous le nom de Wiley & Putnam.
George Palmer met fin à son association avec John Wiley en 1848 et fonde une maison indépendante, nommée G. Putnam Broadway, tandis que John Wiley crée sa propre maison, John Wiley & Sons, reprenant la suite de la maison initialement fondée par son père Charles Wiley en 1807.
George Palmer Pütnam meurt en 1872, léguant ses biens à ses fils George Haven Putnam, John Bishop Putnam et Irving Putnam, qui modifient alors le nom de l'entreprise en G. P. Putnam's Sons, nom qui est encore le sien, malgré la fusion en 1930 avec le groupe Minton, Balch & Co., puis le rachat en 1996 par Penguin Group.